# Пежо тип 177
Пежо тип 177 (фр. Peugeot Type 177) био је аутомобил произведен између 1924. и 1929. године од стране француског произвођача аутомобила Пежо у њиховој фабрици у Оданкуру. У том периоду произведено је 34.241 јединица.
Аутомобил је имао четвороцилиндрични, четворотактни мотор, који је смештен напред и помоћу кардана везан за задње точкове.

## Модели и мотори
| Година производње      | Запремина мотора       | Снага (КС)             | Размак точкова         | Међуосовински размак напред / позади | Каросерија                                          | Произведено            |
| 177 Б, 177 БЛ и 177 БХ | 177 Б, 177 БЛ и 177 БХ | 177 Б, 177 БЛ и 177 БХ | 177 Б, 177 БЛ и 177 БХ | 177 Б, 177 БЛ и 177 БХ               | 177 Б, 177 БЛ и 177 БХ                              | 177 Б, 177 БЛ и 177 БХ |
| ---------------------- | ---------------------- | ---------------------- | ---------------------- | ------------------------------------ | --------------------------------------------------- | ---------------------- |
| 1923–1926              | 1525 cm³ I4            |                        | 2670 цм                | 1202 цм                              | торпедо, лимузина, камионет, charrette              | 16.039                 |
| 177 М, 177 М1 и 177 М2 |                        |                        |                        |                                      |                                                     |                        |
| 1926–1928              | 1393 cm³ I4            | 28                     | 2695 цм                | 1195 цм / 1200 цм                    | торпедо спорт/кабриолет, лимузина, кабриолет, комби | 12.530                 |
| 177 Р                  |                        |                        |                        |                                      |                                                     |                        |
| 1928–1929              | 1615 cm³ I4            | 30                     | 2695 цм                | 1195 цм / 1200 цм                    | торпедо спорт/кабриолет, лимузина, кабриолет, комби | 5.672                  |

## Галерија
- Заштитни знак Пежоа на типу 177
- Пежо тип 177